# Radschloss
Das Radschloss (auch „deutsches Schloss“ genannt) ist eine Zündeinrichtung, die bei historischen Vorderladerwaffen anzutreffen ist.

Animation der Funktionsweise

## Funktion
Das Radschloss war eine verhältnismäßig sichere und verlässliche Alternative zum herkömmlichen Luntenschloss und ermöglichte die Entwicklung kleinerer Feuerwaffen. Es besteht aus einem mit Längs- und Querrillen profilierten Reibrad, das auf einer Achse drehbar gelagert ist, einer Feder, die mit der Hilfe eines Schlüssels, ähnlich einem Schlüssel für Taschenuhren, aufgezogen werden muss, sowie aus einer Pulverpfanne, einem Hahn mit einer feststehenden und einer beweglichen Backe zum Einklemmen des Zündmittels und einem Metalldeckel, der die Pulverpfanne abdeckt, um die Zündladung gegen Feuchtigkeit und Wind zu schützen (siehe Bilder rechte Seite). Zum Zünden der Treibladung wird, im Gegensatz zu Steinschlosswaffen, Pyrit (Schwefelkies) statt Feuerstein benutzt. Die Radfeder wird mit Hilfe des Schlüssels gespannt. Dabei wickelt sich eine dreigliedrige Kette um die Radwelle, bis ein Hebel mit einem abgewinkelten Fortsatz in eine flache Höhlung auf der Innenseite des Rades eingreift und eine Sperre sich unter das hintere Ende dieses Hebels schiebt, so dass der Mechanismus blockiert ist. Ein Stück Schwefelkies wird im Hahn eingespannt und Zündkraut auf die Pfanne gegeben. Der Hahn ist in Ruhelage vom Pfannendeckel weggeklappt. Will man schießen, schwenkt man den Hahn auf den geschlossenen Pfannendeckel, wobei die v-förmige Feder unter dem Hahn den nötigen Druck liefert, den Schwefelkies gegen das Rad zu pressen, wenn die Pfanne geöffnet wird. Beim Betätigen des Abzuges wird die Sperre weggedrückt, der Zug der Feder schiebt den Hebel, der das Rad bis jetzt gespannt hielt, weg und dreht das Rad in seine Ausgangslage zurück. Ein Nocken an der Radwelle schiebt dabei den Deckel der Pulverpfanne unter dem Schwefelkies nach vorne weg, und die Vorderkante des in den Hahn geklemmten Schwefelkies radiert inmitten des Zündpulvers am Rand des Rades, das von unten her durch eine Aussparung in den Boden der Pfanne hineinragt. Die dabei entstehenden Funken setzen das Zündpulver augenblicklich in Brand. Durch das Zündloch gelangt Feuer in die Pulverkammer der Waffe, wodurch die Treibladung gezündet wird. Die Waffe wird abgefeuert.
Obwohl das Radschloss zuverlässiger war als das Luntenschloss, hatte es auch seine Nachteile. Der komplexe Mechanismus erforderte große Sachkenntnis und Aufwand bei seiner Herstellung und war dementsprechend teuer. Hinzu kam, dass es häufig gewartet werden musste. Man konnte die Waffe zwar im Voraus laden und spannen. Dies durfte aber nicht zu lange vor Abfeuerung der Waffe erfolgen, da die Feder sich wieder lockern und das Reibrad nicht mehr drehen konnte. Das Laden im Voraus barg auch die Gefahr, dass die Waffe unbeabsichtigt zündete.

## Geschichte
Diese Erfindung wurde lange Zeit Leonardo da Vinci zugeschrieben, der im zwischen 1500 und 1505 angelegten Codex Atlanticus ein Radschloss zeichnete. Doch Radschlossgewehre kamen bereits 1501 zum Einsatz. Der Nürnberger Patrizier Martin Löffelholz von Kolberg fertigte 1505 die Zeichnung eines Radschlosses an.
Neueste Forschungsergebnisse weisen darauf hin, dass erste Radschlosspistolen bereits früher in Goslar und Braunschweig gebaut wurden. So finden sich in den Archiven der Städte Rechnungen von Büchsenmachern und Schlossermeistern für „Feuerschlosse“ und „Reibschlosse“ aus dem Jahre 1447.

## Verwendung
Verwendet wurde das Radschloss vor allem bei der Kavallerie im 16. und 17. Jahrhundert, während die Infanterie das wesentlich billigere und pflegeleichtere Luntenschloss bevorzugte. Um 1700 wurde das Radschloss weitgehend vom Steinschloss verdrängt.
Parallel zur Verwendung als Zündschloss an Handfeuerwaffen gab es Radschlösser, die im Haushalt als Feuerzeug Verwendung fanden (und finden, wenn man die Mechanik der heute noch gebräuchlichen Gas- und Benzin-Feuerzeuge mit Reibrad genau betrachtet).
Bei diesen Feuerzeugen war die Hauptfeder schwächer, so dass eine einfache Flügelmutter zum Aufziehen genügte, die fest mit der Radwelle verbunden war. Auf den Pfannendeckel konnte verzichtet werden, da die Feuerzeuge auf dem Tisch standen und nicht umfallen konnten. Als Zündmaterial diente damals zumeist ein wenig Zunderschwamm, der in Salpeter oder aufgelöstem Schießpulver getränkt worden war.

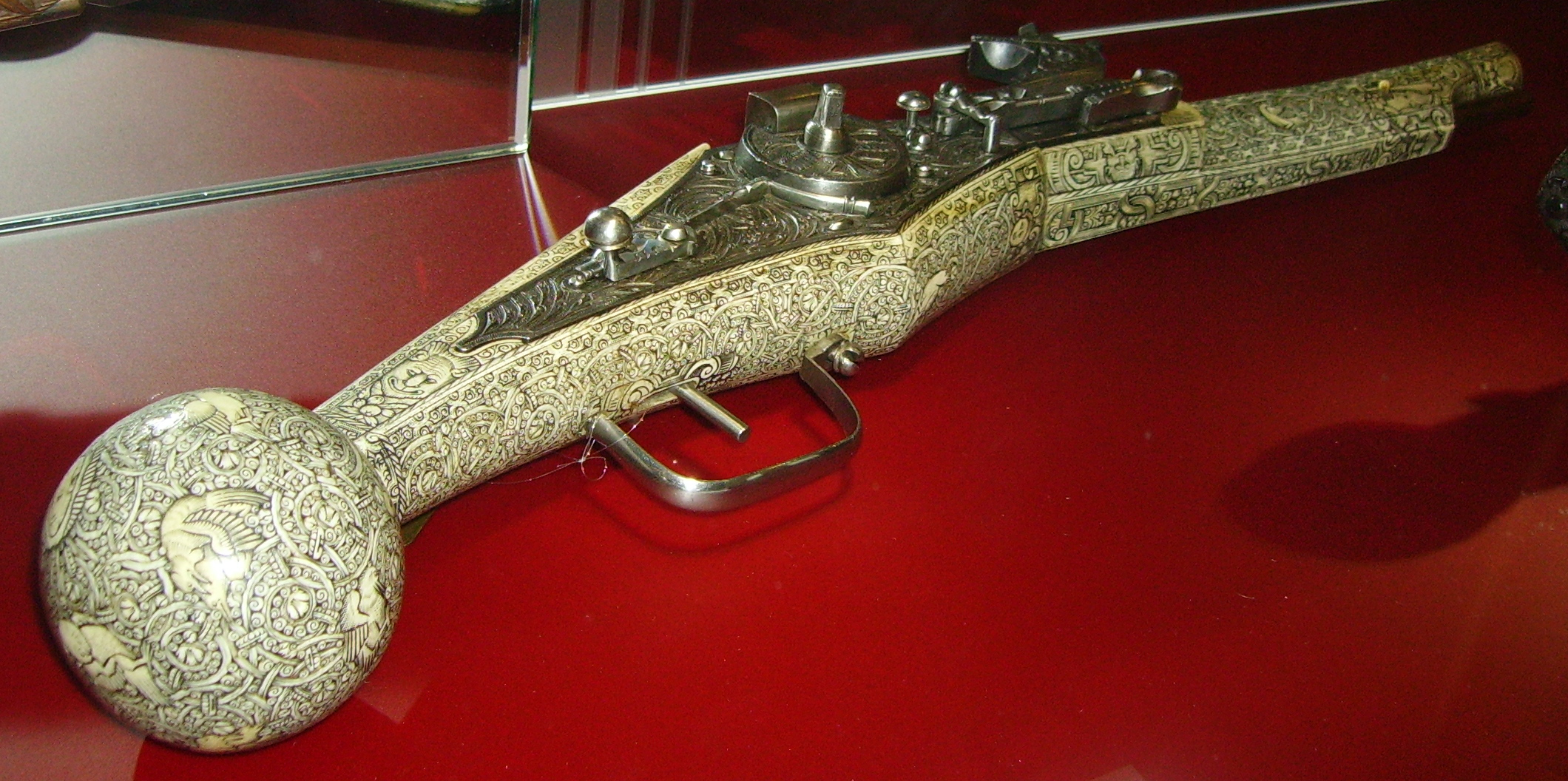
Radschlosspistole mit Kugelknauf, Leihgabe Rüstkammer, Staatliche Kunstsammlungen Dresden, Inv.-Nr. J 0055 Waffenmuseum Suhl
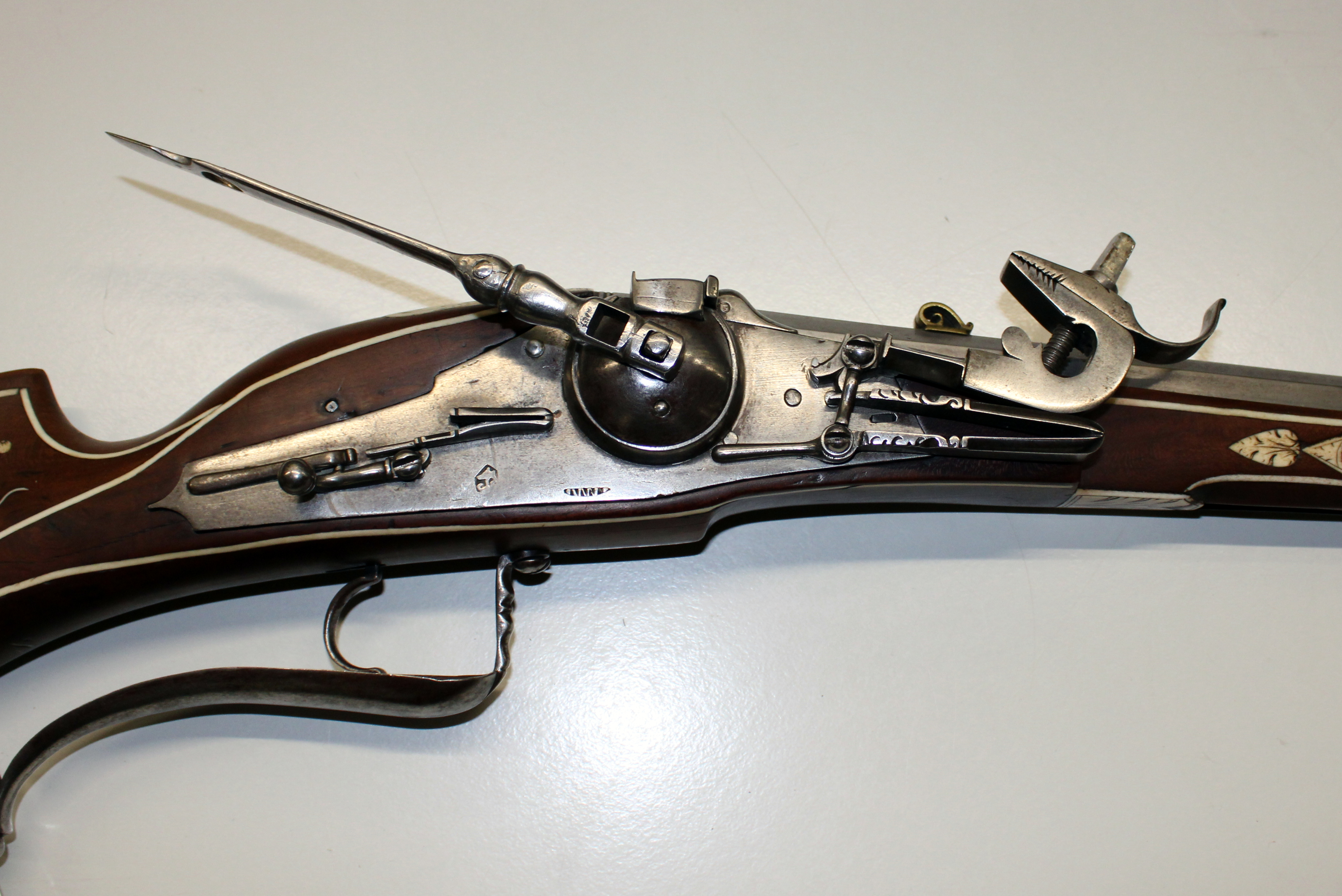
Radschloss mit Werkzeug zum Spannen der Feder
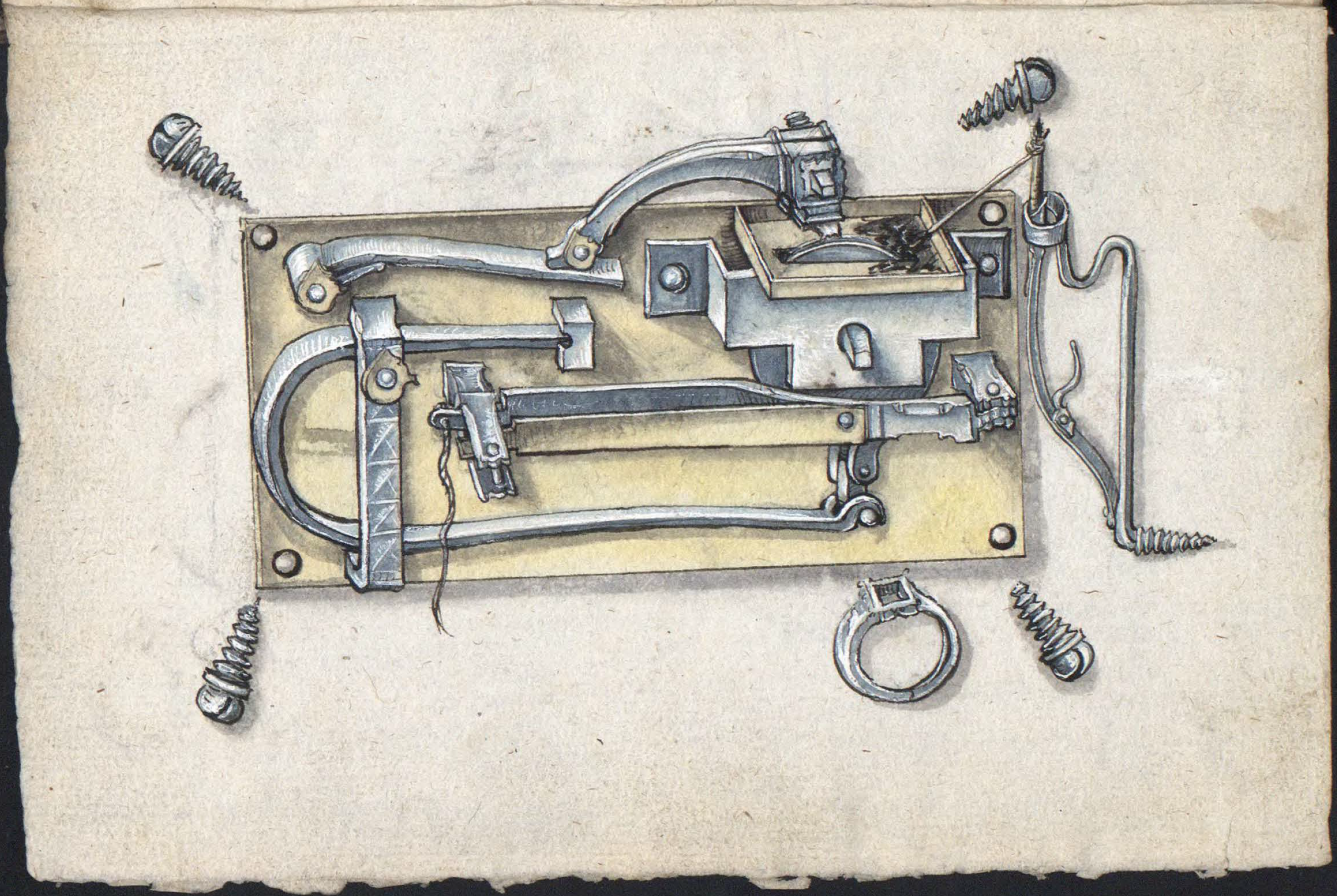
Darstellung eines Radschlosses als Haushaltsfeuerzeug im Löffelholz-Codex, um 1505
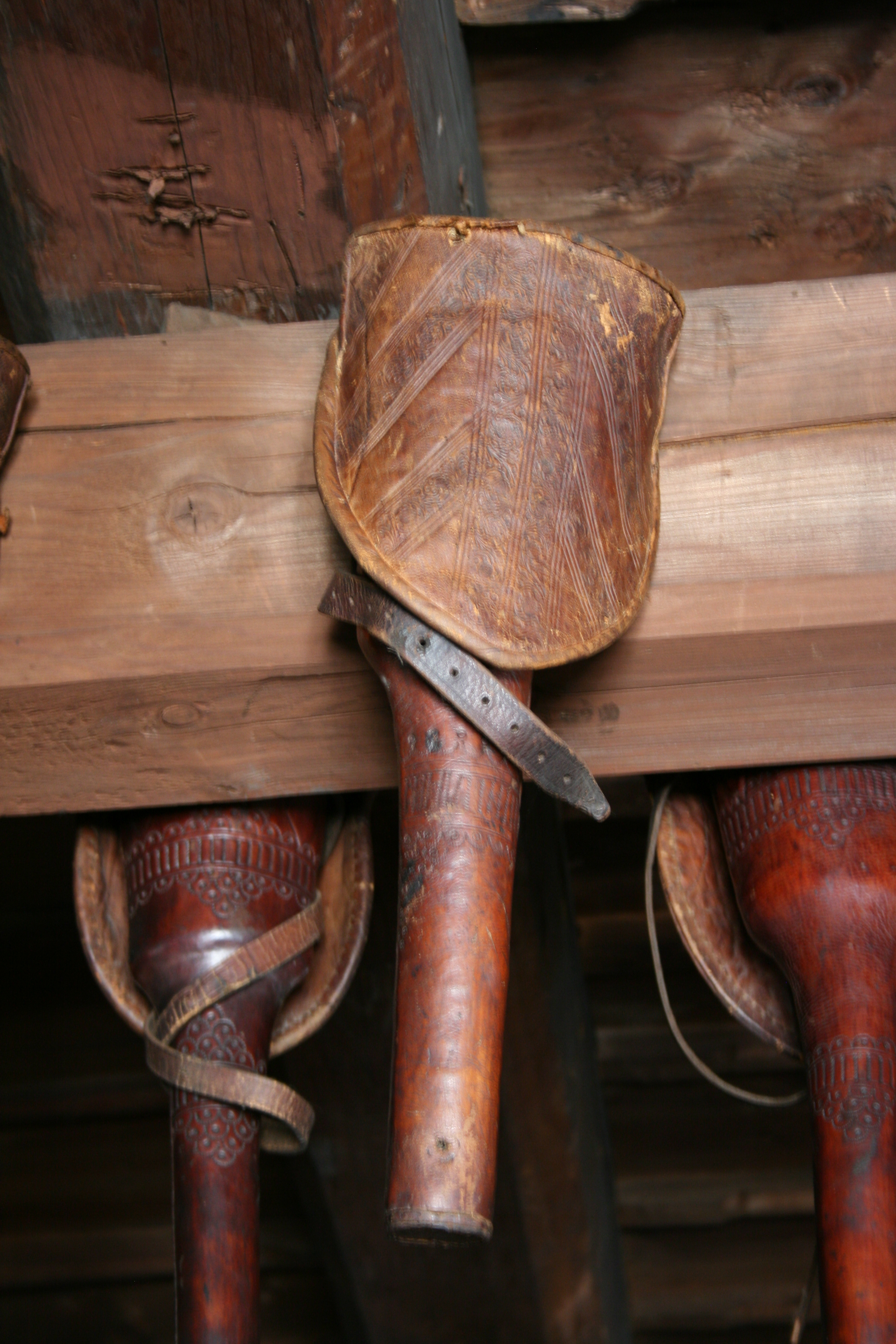
Hulfter für Radschlosspistolen
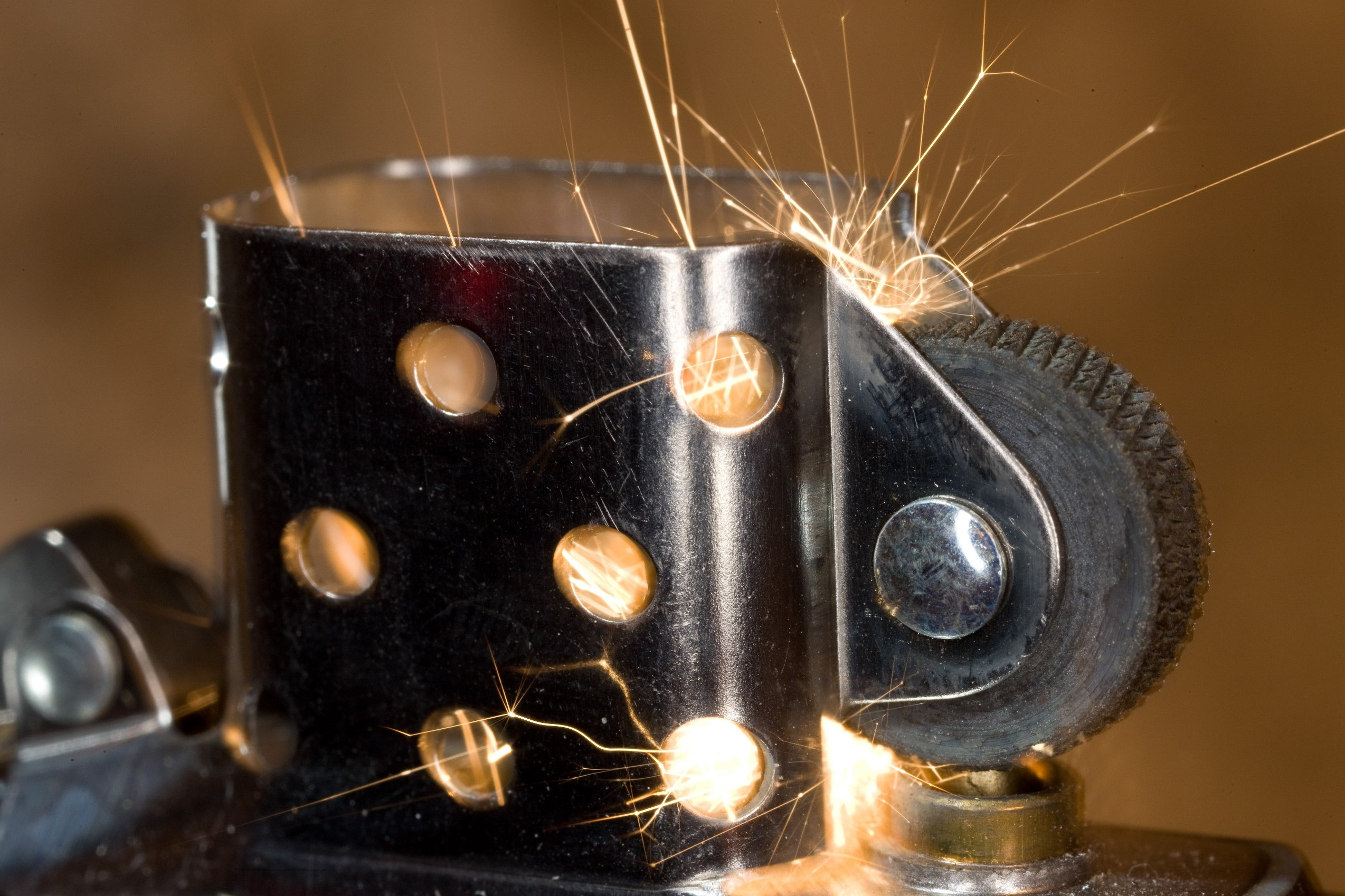
Feuerzeug mit Rad und Stein